# Троїстий пакт

Представники делегацій Німеччини, Італії та Японії під час укладання Троїстого пакту (Берлін, 1940)

Трої́стий па́кт (також відомий як Берлінський пакт 1940 року та Пакт трьох держав) — договір, укладений у Берліні 27 вересня 1940, яким було створено військовий союз, відомий як «Країни Осі». Назва договору відображає початкову кількість договірних сторін, якими виступили Націонал-соціалістична Німеччина, фашистська Італія та Японська імперія.

## Суть договору
Пакт передбачав, що протягом наступних 10 років країни-учасниці будуть надавати одна одній підтримку та співпрацювати у досягненні геополітичних цілей, головною з яких було визначено встановлення нового світового порядку.
Відповідно до Троїстого пакту країни-учасниці зобов'язувалися надавати одна одній політичну, економічну і військову допомогу та визначили власні сфери впливу у світі. Німеччина та Італія утверджували своє панування в Європі, а Японія — у Східній Азії.
Договір визначив розвиток німецько-японського співробітництва у військово-політичній сфері, започаткованого Антикомінтернівським пактом 1936 року, та дозволив Німеччині вирівняти відносин з Японією, які певною мірою погіршилися внаслідок укладання у 1939 році Пакту Молотова — Ріббентропа.

## Приєднання інших країн до пакту
Протягом 1940-41 року до Троїстого пакту приєдналася низка країн, що знаходилися у залежності від однієї з держав, які його уклали, а також тих, що через співробітництво з цими державами бажали вирішити власні зовнішньополітичні завдання — реалізувати територіальні претензії, забезпечити безпеку від нападу ззовні тощо.

### Угорське королівство
У результаті розпаду Австро-Угорщини по завершенні Першої світової війни на основній частині угорських земель після недовготривалих періодів існування Угорської Демократичної Республіки, Угорської Радянської Республіки та окупації румунськими військами було проголошено конституційну монархію. Угорське королівство відповідно до Тріанонського договору, укладеного з союзними державами Антанти 4 червня 1920 року, втратило у порівнянні з кордонами 1914 року понад половину території. У 1920-30-х pp. угорські ревізіоністичні кола домагалися скасування Тріанонського договору і повернення втрачених земель до «Великої Угорщини».
Територіальні претензії Угорщини до Чехословаччини та Румунії були частково задовільнені Віденськими арбітражами відповідно 1938 та 1940 років, ініційованими Німеччиною та Італією. Це сприяло зближенню Угорщини з лідерами Осі та приєднанню країни до Троїстого пакту 20 листопада 1940 року.

### Румунське королівство
Як союзник Антанти у Першій світовій війні, по її завершенні Румунське королівство отримало території Трансильванії, що раніше входили до складу Австро-Угорщини. За результатами ініційованого Німеччиною та Італією Другого Віденського арбітражу 1940 року північну частину Трансильванії було передано (повернуто) Угорщині. Того ж року за результатами Крайовської угоди Болгарії було передано південну частину Добруджі, а територію Бессарабії згідно з положеннями Пакту Молотова — Ріббентропа окупували радянські війська. 
Відчутні територіальні втрати спричинили зростання в країні ультрапатріотичних настроїв, прихід до влади крайньо-правої фашистської організації «Залізна Гвардія» та приєднання 23 листопада 1940 року Румунії до Троїстого пакту.

### Словацька республіка
Перша Словацька республіка була утворена 14 березня 1939 року на основі Словацької автономії, яка існувала в Чехословаччині згідно з Мюнхенською угодою 1938 року. Проголошення незалежної держави відбулося під тиском Адольфа Гітлера як єдина альтернатива розділенню словацьких земель між створеним Німеччиною на території Чехії протекторатом Богемії і Моравії та Угорщиною. Утворена за таких умов держава була приречена на існування під значним впливом Німеччини та фактично була її сателітом. 
Формально Словаччина приєдналася до Троїстого пакту 24 листопада 1940 року, хоча на практиці виконання своїх союзницьких зобов'язань перед Німеччиною розпочала вже у перші дні Другої світової війни, взявши участь у Польській кампанії вермахту у вересні 1939 року.

### Болгарське царство
Після поразки у Першій світовій війні Болгарське царство зазнало територіальних втрат на користь Сербії та Греції. З початком Другої світової війни Болгарії було запропоновано приєднатися до країн Осі та пообіцяно повернути втрачені раніше землі. Цар Борис III пристав на цю пропозицію і 1 березня 1941 року підписав Троїстий пакт.

### Королівство Югославія
Пронімецьки налаштований регент Королівства Югославія князь Павло підписав Троїстий пакт 25 березня 1941 року. Це викликало масові протести в Югославії і вже за два дні у країні за підтримки уряду Великої Британії відбувся військовий заколот. Нове керівництво держави на чолі з генералом Душаном Симовичем планувало денонсацію Пакту, однак пізніше підтвердило готовність Югославії виконувати прийняті цим договором зобов'язання. Попри це на початку квітня 1941 року німецькі війська розпочали операцію по захопленню Югославії і вже 17 квітня територію країни було окуповано.

### Держава Хорватія
Після захоплення Югославії її територію було поділено між низкою маріонеткових режимів та протекторатів. Зокрема, утворена 10 квітня 1941 року Незалежна Держава Хорватія формально приєдналася до Пакту 15 червня 1941.